# バルマー不連続

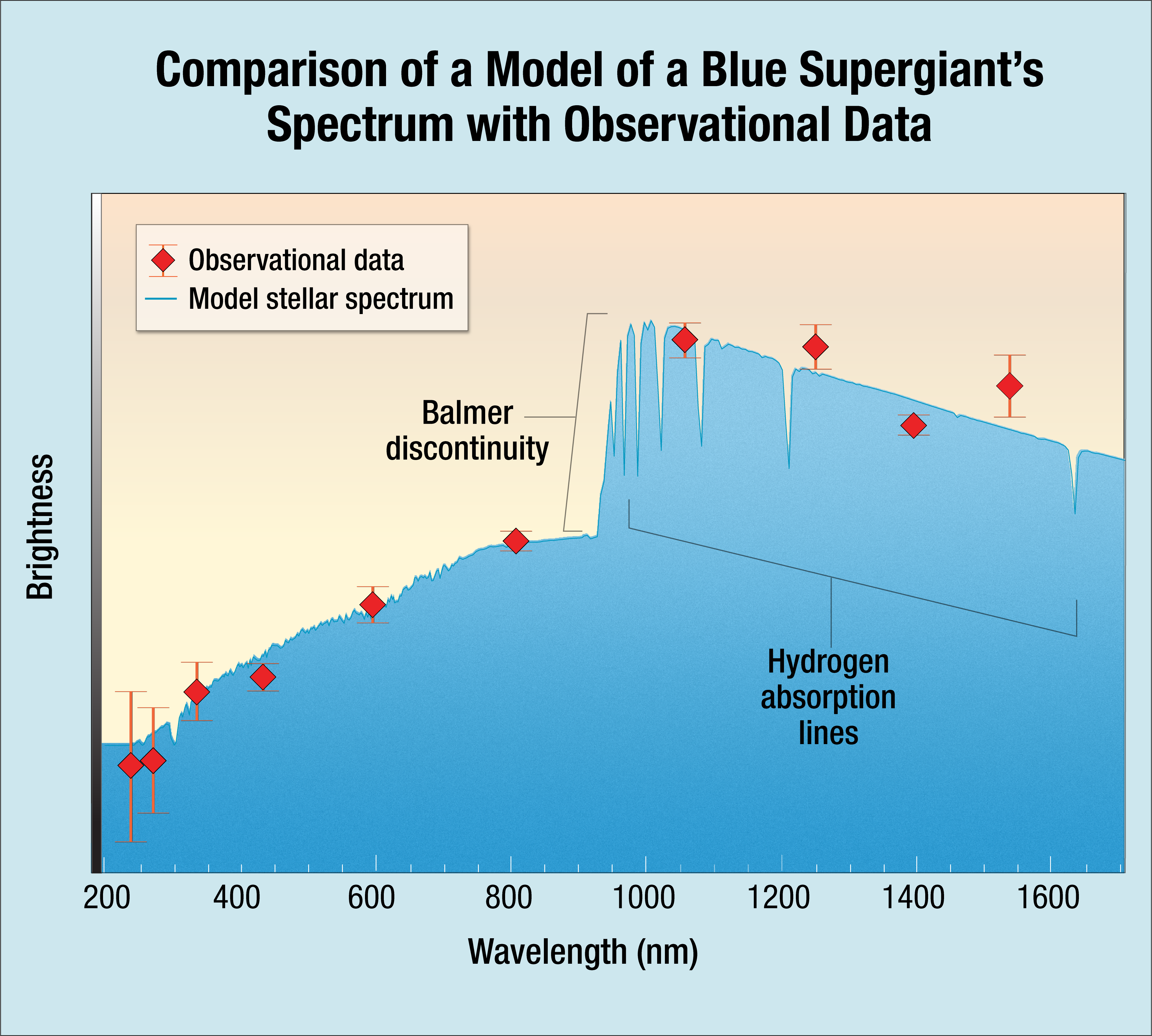
イカロスの観測データと理論的なスペクトルの照合。900から1000ナノメートルにみられる段差がバルマー不連続で、364.6ナノメートルのバルマー端がここまで赤方偏移したことは距離の指標となる。出典: NASA、ESA & A. Feild（STScI）

バルマー不連続（バルマーふれんぞく、英: Balmer discontinuity）またはバルマー飛躍（バルマージャンプ、英: Balmer jump）、もしくはバルマーブレイク（英: Balmer break）は、主に天体のスペクトルにおいて、水素原子のバルマー系列による線吸収の極限でみられる、連続光スペクトルの段差のことである。

## 説明
バルマー不連続の段差は、水素原子のバルマー系列による光子の吸収が、束縛-束縛遷移による離散的な吸収から、束縛-自由遷移による連続的な吸収へと変化する波長、364.6ナノメートル（3646Å）をはさんだ長波長側と短波長側の間でみられる。この波長は、バルマー端（英: Balmer limit）ともいわれる。バルマー端よりも短波長側は、完全な電離状態との間での遷移となる。
バルマー不連続は、水素原子の精密な理論模型からスペクトルを再現すると、バルマー端においてスペクトルは滑らかに連続しており、厳密には「不連続」というのは正しくない。それでも、バルマー端を境とするスペクトルの変化には、意味がある。

## 恒星

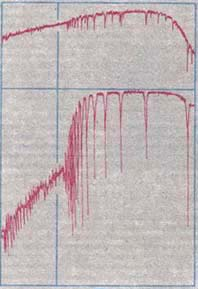
オリオン座ε星（B0 Ia型、上）とぎょしゃ座γ星（B7 III型、下）のスペクトルにみられるバルマー不連続。縦線はバルマー端を示す。

恒星のスペクトルにおいては、B型星からA型星にかけてバルマー不連続の落差が顕著で、このことは二色図で主系列と黒体放射との乖離が、B型星からF型星までの間で大きくなる原因となっている。段差の大きさ、つまりバルマー端の両側での連続光水準の強度差は、バルマー線を生じる水素が分布する領域の物理状態と密接な関係がある。B型星からF型星にかけて、スペクトル型とバルマー不連続との間に関係があるので、不連続の落差は恒星の有効温度に大きく左右されると考えられるが、実際には同じ有効温度でも恒星によってバルマー不連続の落差はばらつきが大きく、表面重力や圧力にも強く影響を受ける。
恒星の物理状態の指標としてバルマー不連続を定量的に扱う場合、その数値Dは、
{\displaystyle D=\log {\frac {F_{3700+}}{F_{3700-}}}}
によって定式化される。ここで、F3700+は、3700Åよりも長波長側の連続光スペクトルからの外挿で求めた波長3700Åにおけるフラックス、F3700-は、3700Åよりも短波長側の連続光スペクトルからの外挿で求めた波長3700Åにおけるフラックスをそれぞれ表す。

## 星雲
H II領域など、電離水素が存在する星雲においても、バルマー端の前後に連続光スペクトルの段差がみられ、それもバルマー不連続、あるいはバルマー飛躍と呼ばれることがある。恒星スペクトルとは異なり、H II領域ではバルマー端より短波長側の水準が高い段差になっている。この落差の大きさは、星雲内の電離水素帯における電子の温度を推定する指標として用いられる。
H II領域においてバルマー不連続を評価する際は、
{\displaystyle F_{c}(BJ)=F_{c}(3646-)-F_{c}(3646+)}
のようにフラックスの差によって定式化される。ここで、Fc(3646-)は、3646Åより短波長側から外挿した3646Åにおける連続光フラックス、Fc(3646+)は、3646Åより長波長側から外挿した3646Åにおける連続光フラックスである。

## 銀河
バルマーブレイクは、主に銀河のスペクトルに対して用いられ、低分散のスペクトルでは、波長が近く一部重複している4000Åブレイクと合わせて1つの現象として論じられてきた。系外銀河のバルマーブレイクは、まず銀河の赤方偏移の指標として用いられるが、そのほかに銀河の星形成史の指標ともされる。4000Åブレイクは、金属の吸収線が集中するために波長4000Å以下のスペクトルの強度が大きく落ち込むことで生じるが、これは恒星が古かったり金属量が多かったりすることでより顕著になる。銀河のスペクトルは多数の恒星スペクトルの合成であるので、4000Åブレイクが顕著な銀河は、星形成が進んだある程度古い銀河と考えられる。しかし一方で、バルマーブレイクは早期型の恒星で顕著なため、銀河のスペクトルでは銀河の年齢に比例して強くなるのではなく、比較的若い銀河に強く現れる。バルマーブレイクと4000Åブレイクを一緒にすることは、このように傾向の異なる指標を同時に扱うことになるので、両者を切り分けられない場合、慎重に評価する必要がある。
バルマーブレイクは、バルマー端を挟む両側の波長帯におけるフラックスの比として定式化され、一例として、波長4200Åでのフラックスと波長3500Åでのフラックスの比をとるならば、
{\displaystyle D_{B}={\frac {F_{\nu }(4200\mathrm {\AA} )}{F_{\nu }(3500\mathrm {\AA} )}}}
と記述される。